# Djébalè
Djébalè (ou Djambalé, Jebale, Jebate, Jobalè, Yebale) est une île fluviale de l'estuaire du Wouri, située dans la région du Littoral au sud-ouest du Cameroun. Elle est administrativement rattachée à la commune d'arrondissement de Bonabéri (Douala IV).

## Géographie

### Accès
La traversée se fait au départ de Bonassama, en pirogue à pagaie (45 min) ou à moteur (15 min).

Traversée du Wouri.
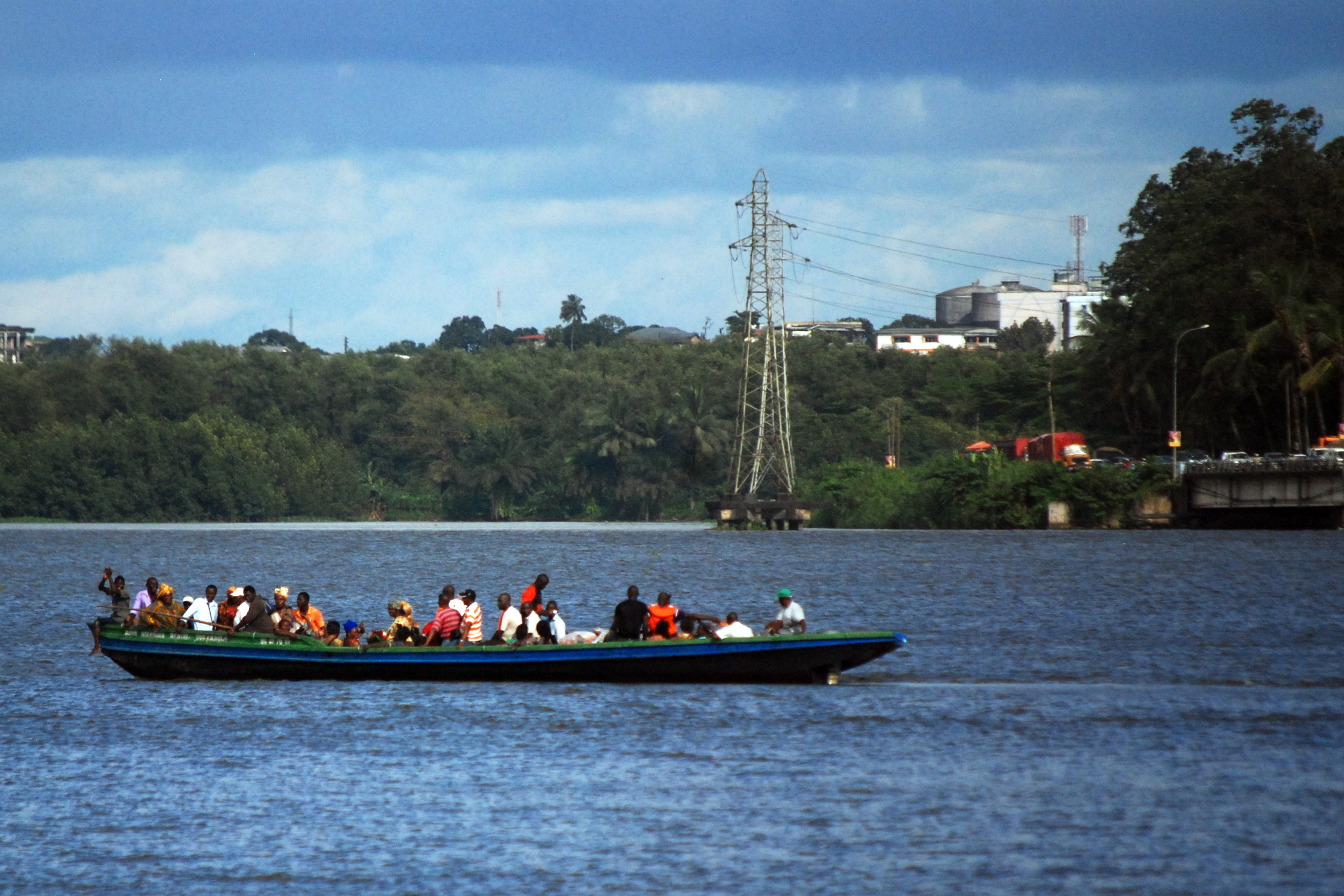
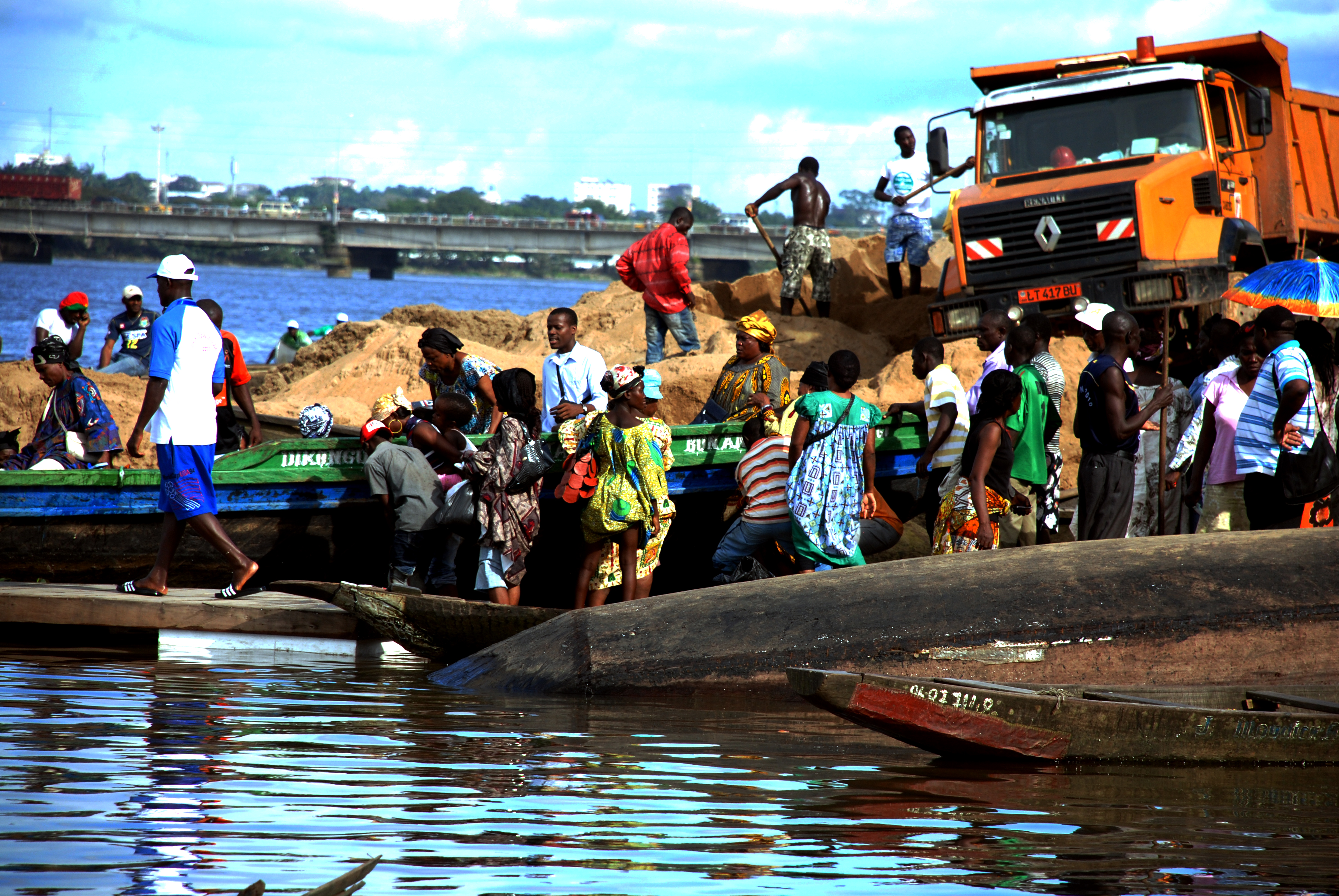
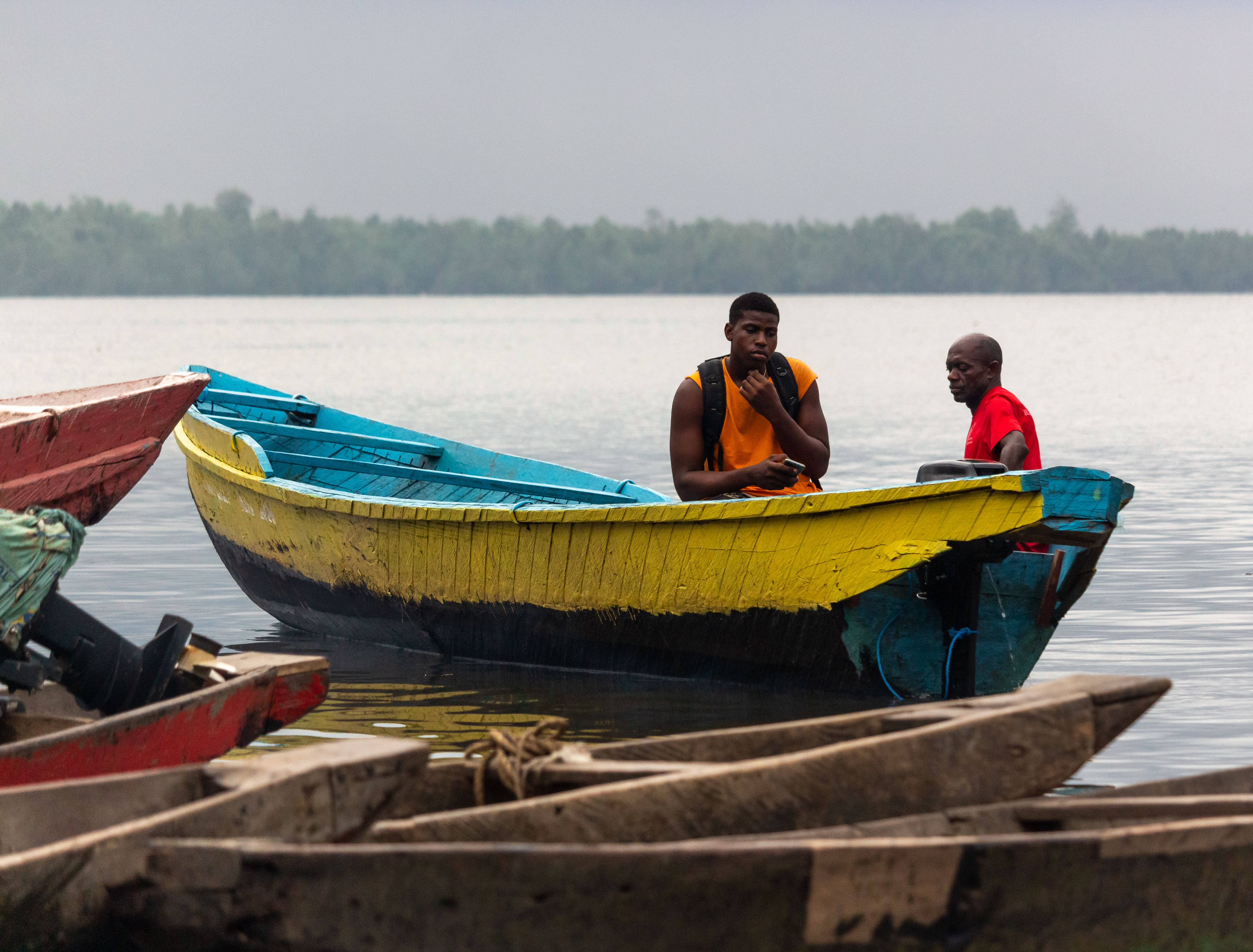

### Climat
L'île est dotée d'un climat de savane de type Aw selon la classification de Köppen, avec une température moyenne de 26,5 °C et des précipitations d'environ 2 402,8 mm par an, beaucoup plus importantes en été qu'en hiver.

### Population
En 1968 l'île comptait 480 habitants.
À la suite d'un conflit, la population s'est scindée en deux entités. Lors du recensement de 2005 on a dénombré 150 habitants à Djébalè I et 23 à Djébalè II.
La même année, un témoignage local estime la population à 2 000 personnes, en précisant qu'à peine 10% d'entre eux vivent en permanence sur place. En particulier, l'exode des plus jeunes est important.
Ce sont pour la plupart des pêcheurs.
Wilfrid Mbappé Lottin, père du footballeur international français Kylian Mbappé Lottin, est originaire de cette île.

## Infrastructures

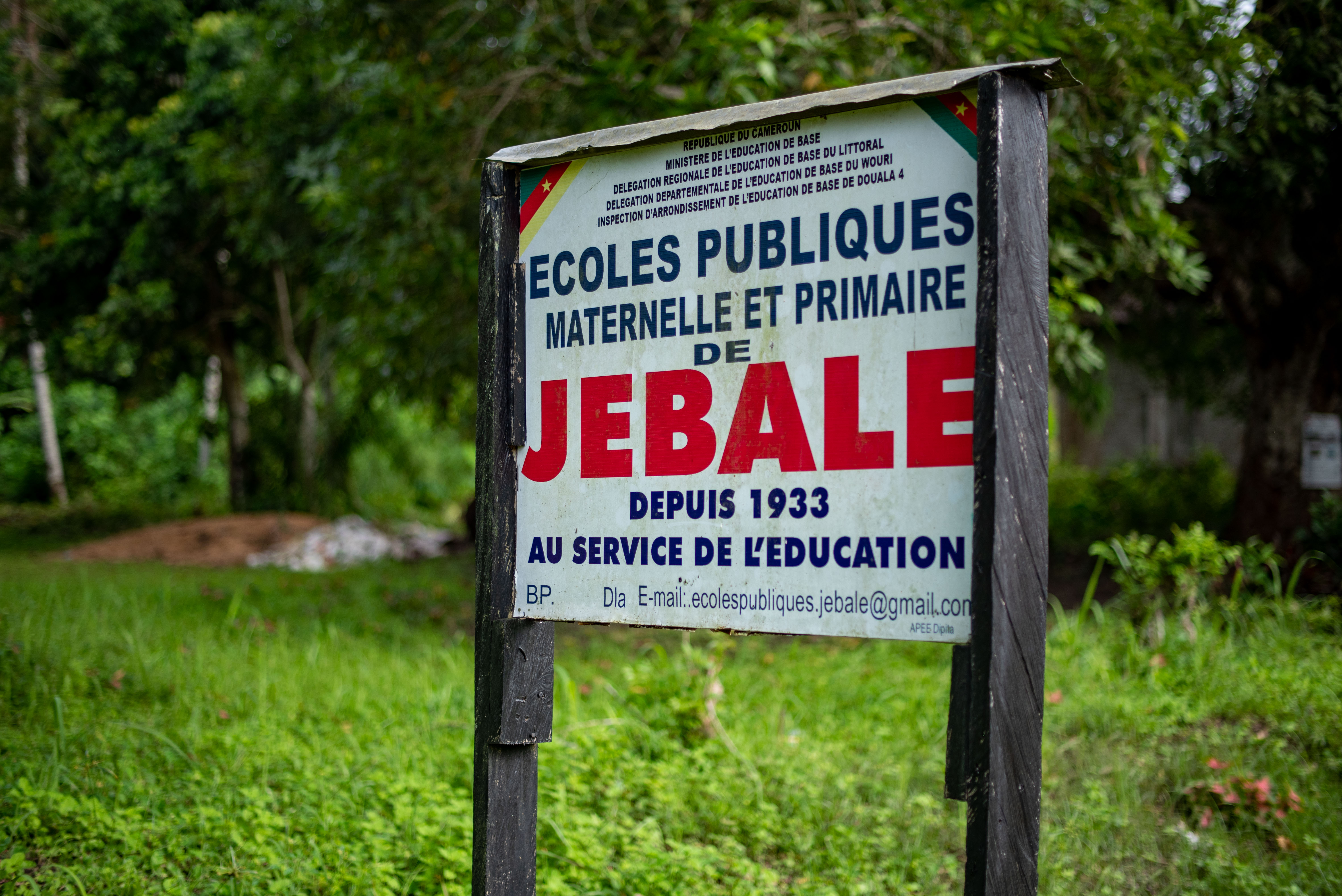
S. Jamil Madiba Songue 12
Infrastructures ==
L'île est dotée d'un centre de santé (CSI) et d'une école primaire publique. Pour poursuivre leur scolarité, les enfants se rendent dans les établissements secondaires de l'arrondissement, par exemple au collège bilingue de Bonassama (CES).
L'ancienne église catholique, construite par les Allemands en 1882, accueille aujourd'hui l'Église évangélique du Cameroun.

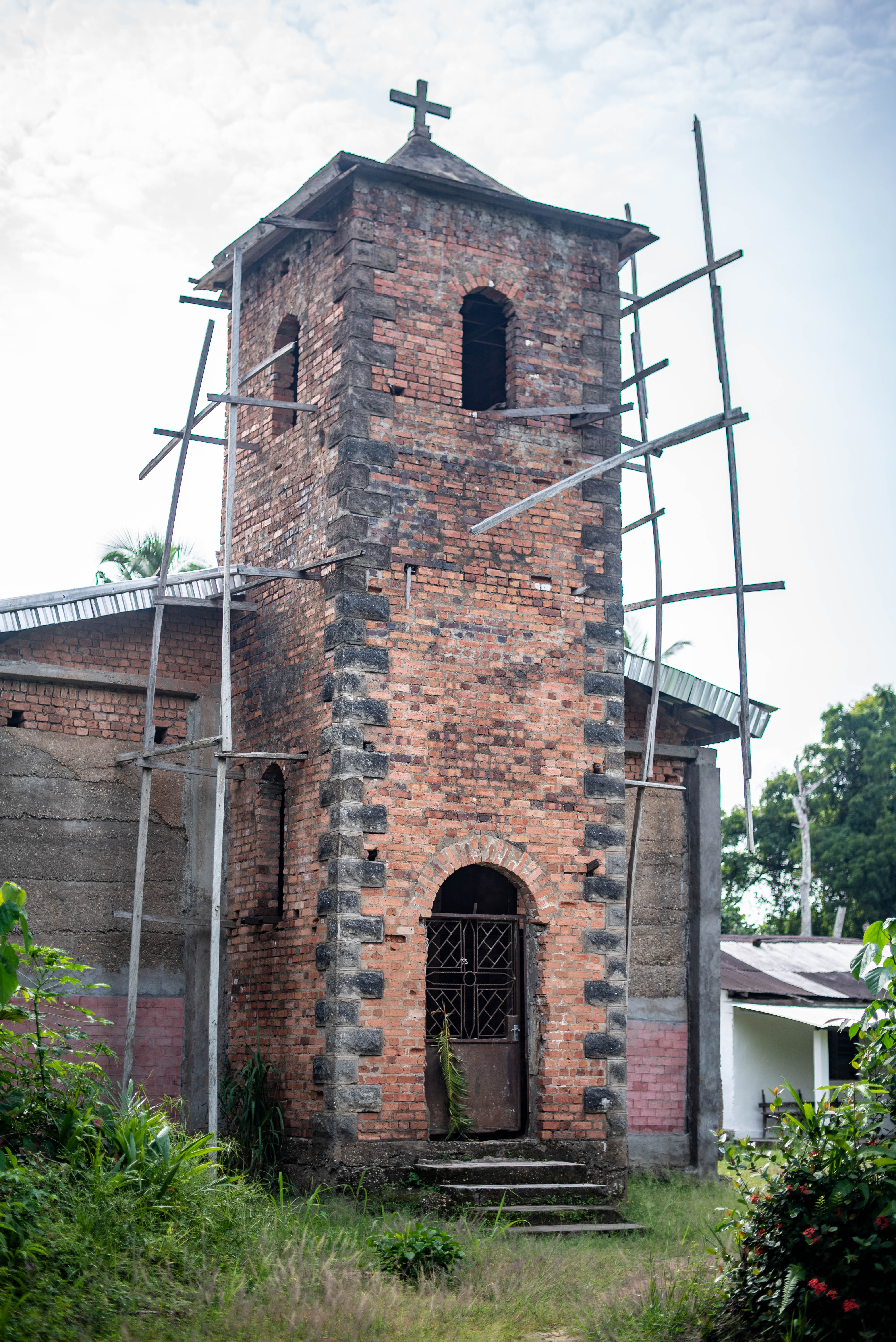
S. Jamil Madiba Songue 07

L'île abrite également un sanctuaire de la confrérie des jengu, une secte mystique du peuple Sawa. C'est à Djébalè que se recrutent les grands initiés sawa, en lien étroit avec la cérémonie du Ngondo sur le fleuve. Ils sont en effet les seuls à pouvoir communiquer avec les esprits de l'eau.